# 목포시의 마천루 목록
대한민국 전라남도 목포시의 마천루 목록이다. 대한민국의 「초고층 및 지하연계 복합건축물 재난관리에 관한 특별법」에 따르면 '초고층 건축물' 이란 층수가 50층 이상 또는 높이가 200m 이상인 건축물을 말한다.

## 마천루 순위
본 목록은 완공되었거나, 상량식을 끝낸 마천루이다.
| 순위 | 이름                               | 사진 | 위치      | 높이 | 층수 | 완공 연도 | 비고   |
| ---- | ---------------------------------- | ---- | --------- | ---- | ---- | --------- | ------ |
| 1=   | 목포하당 중흥S-클래스 센텀뷰 104동 |      | 상동      | 164m | 48층 | 2022년    | [ 1 ]  |
| 1=   | 목포하당 중흥S-클래스 센텀뷰 103동 |      | 상동      | 158m | 46층 | 2022년    | [ 2 ]  |
| 1=   | 목포하당 중흥S-클래스 센텀뷰 101동 |      | 상동      | 158m | 46층 | 2022년    | [ 3 ]  |
| 1=   | 목포하당 중흥S-클래스 센텀뷰 102동 |      | 상동      | 152m | 44층 | 2022년    | [ 4 ]  |
| 5=   | 에메랄드퀸 A동                     |      | 상동      | 150m | 42층 | 2019년    | [ 5 ]  |
| 5=   | 에메랄드퀸 B동                     |      | 상동      | 150m | 42층 | 2019년    | [ 5 ]  |
| 7=   | 남교트윈스타 A동                   |      | 남교동    | 109m | 31층 | 2014년    | [ 6 ]  |
| 7=   | 남교트윈스타 B동                   |      | 남교동    | 109m | 31층 | 2014년    | [ 7 ]  |
| 9    | 평화광장 모아엘가 비스타           |      | 상동      | 90m  | 28층 | 2024년    | [ 8 ]  |
| 10   | 주하우제 스카이                    |      | 상동      | 87m  | 27층 | 2021년    | [ 9 ]  |
| 11   | 호텔 락희 목포                     |      | 상락동1가 | 76m  | 19층 | 2023년    | [ 10 ] |
| 12   | 남교 크레지움 에듀파크             |      | 남교동    | 74m  | 25층 | 2020년    | [ 11 ] |
| 13=  | 상동 아너팰리스 101동              |      | 상동      | 61m  | 19층 | 2020년    | [ 12 ] |
| 13=  | 상동 아너팰리스 103동              |      | 상동      | 61m  | 19층 | 2020년    | [ 13 ] |
| 15=  | 상동 아너팰리스 102동              |      | 상동      | 58m  | 18층 | 2020년    | [ 14 ] |
| 15=  | 양우비치팰리스                     |      | 상동      | 58m  | 18층 | 2007년    | [ 15 ] |
| 17   | KB손해보험 목포빌딩                |      | 명륜동    | 55m  | 12층 | 1998년    | [ 16 ] |
| 18   | KT목포빌딩                         |      | 호남동    | 51m  | 12층 | 2003년    | [ 17 ] |

## 미완공 마천루

### 계획중인 마천루
현재 계획이 진행중인 전라남도 목포시의 마천루이다.
| 이름                 | 위치   | 높이 | 층수 | 완공 예정   | 비고 |
| -------------------- | ------ | ---- | ---- | ----------- | ---- |
| 하얏트 플레이스 목포 | 호남동 | 159m | 44층 | 2027년 12월 |      |
| 힐스테이트 목포      | 용당동 | 105m | 36층 | -           |      |

## 같이 보기
- 목포시
- 마천루 목록
- 아시아의 마천루 목록
- 대한민국의 마천루 목록